# Стеффенсен, Елена
Елена Стеффенсен (урожд. Герасимович, также выступала под двойной фамилией Герасимович-Стеффенсен; дат. Elena Steffensen, род. 29 сентября 1970) — советская, белорусская и датская шахматистка.
В составе сборной Белорусской ССР участница Всесоюзных спортивных игр молодежи 1989 г. (в команду также входили Б. А. Гельфанд, И. Ю. Смирин, Г. Г. Сагальчик, А. Г. Александров, В. Атлас, Е. Е. Заяц, Юл. Левитан; тренерами команды были А. З. Капенгут, Е. В. Мочалов и М. И. Шерешевский).
Много лет живет в Дании.
Чемпионка Дании 2022 г.
В составе сборной Дании участница трех шахматных олимпиад (2000, 2004 и 2022 гг.).

## Основные спортивные результаты
| Год  | Город      | Соревнование                                                             | + | − | = | Результат | Место |
| ---- | ---------- | ------------------------------------------------------------------------ | - | - | - | --------- | ----- |
| 1989 | Краматорск | Всесоюзные спортивные игры молодежи (сборная Белорусской ССР, ?-я доска) |   |   |   |           |       |
| 2000 | Хаммерсхой | Международный турнир                                                     | 2 | 5 | 2 | 3 из 9    | 8     |
|      | Стамбул    | XIX Олимпиада (сборная Дании, 3-я доска)                                 | 3 | 0 | 8 | 7 из 11   |       |
| 2004 | Кальвия    | XXI Олимпиада (сборная Дании, 3-я доска)                                 | 3 | 4 | 3 | 4½ из 10  |       |
| 2022 |            | Чемпионат Дании                                                          |   |   |   |           | 1     |
|      | Ченнаи     | XXIX Олимпиада (сборная Дании, 4-я доска)                                | 6 | 3 | 0 | 6 из 9    |       |